# 土田慎
土田 慎（つちだ しん、1990年〈平成2年〉10月30日 - ）は、日本の政治家。自由民主党所属の衆議院議員（2期）、財務大臣政務官。
元デジタル大臣政務官兼内閣府大臣政務官。

## 来歴
神奈川県茅ヶ崎市出身。逗子開成中学校・高等学校を経て、京都大学経済学部を卒業後、リクルートライフスタイル（現・リクルート）に入社。衆議院議員秘書を経て、山東昭子参議院議長秘書官、公設秘書を務めた。
2021年（令和3年）10月31日の第49回衆議院議員総選挙に鴨下一郎の後継として、東京13区から自由民主党の公認を受けて出馬して初当選。鈴木貴子に代わり自由民主党最年少の国会議員となり、比例東北ブロックで復活当選した馬場雄基と共に初の平成生まれの国会議員となった。
2023年（令和5年）9月15日、第2次岸田再改造内閣でデジタル大臣政務官兼内閣府大臣政務官（行政改革、規制改革担当）となる。
2024年（令和6年）10月27日に行われた第50回衆議院議員総選挙にて国民民主党の森洋介らを抑え再選（森は比例復活）。同年11月、第2次石破内閣にて財務大臣政務官に就任。

## 選挙
| 当落 | 選挙                   | 執行日         | 選挙区       | 政党       | 得票数     | 得票率 | 定数 | 得票順位 /候補者数 | 政党内比例順位 /政党当選者数 |
| ---- | ---------------------- | -------------- | ------------ | ---------- | ---------- | ------ | ---- | ------------------ | ---------------------------- |
| 当   | 第49回衆議院議員総選挙 | 2021年10月31日 | 東京都第13区 | 自由民主党 | 11万5669票 | 49.31% | 1    | 1/5                | /                            |
| 当   | 第50回衆議院議員総選挙 | 2024年10月27日 | 東京都第13区 | 自由民主党 | 7万5050票  | 39.62% | 1    | 1/4                | /                            |